# Collegiove
Collegiove är en ort och kommun i provinsen Rieti i regionen Lazio i Italien. Kommunen hade 152 invånare (2018).